# ラテン文字化
ラテン文字化（ラテンもじか、英: romanization、仏: Romanisation）は、文字転写の一種である。ラテン文字（ラテンアルファベット）以外の文字体系を用いる言語を、ラテン文字で表記することである。

## 目的
英語、フランス語、ドイツ語、イタリア語、スペイン語などラテン文字を使用する言語で、非ラテン文字で記された言語について言及する場合、当該言語をラテン文字に転写する必要がある。非ラテン文字言語を、本来の表記法以外にラテン文字による表記法を確立させることが盛んに試行された。
元来は非ラテン文字であった言語のうち、ベトナム語やトルコ語など従来の表記法を廃止してラテン文字に切り替えたものもある。この場合、ラテン文字使用言語の話者は学習が容易になるが、若年世代はそれまでに著された文献の可読性が低下し、独自文字を用いていた場合文字体系が継承されずに消滅することも危惧されている。

## 問題点
いかなる文字も、異なる文字体系で記された言語を表記することは難しい。朝鮮語では eu や eo など本来の発音と差異が大きい綴りの転写法が生まれる。日本語のローマ字でも、日本語では区別しないタ行やサ行の子音の異音の書き分けについて各論がある。
ラテン語は、母音が A（ア）、E（エ）、I（イ）、O（オ）、U（ウ）、Y（ユ）の6種で母音が多い言語の転写は不向きであり、子音が20種でC、K、Qは同音を表す。
同じ発音の語も英語式、仏語式、独語式など転写方式により綴りが異なり、ラテン文字圏と交流が盛んなキリル文字圏の事物では、様々な転写例が混在する。英語はラテン文字圏の中で発音が特殊で、ラテン語を基にして転写した場合に本来の発音と差異が大きくなる場合がある。

## 実例
- 日本語のローマ字表記
- ヒンドゥスターニー語のラテン文字表記
- 朝鮮語のラテン文字表記 ：詳しくは別項「朝鮮語のローマ字表記法」「文化観光部2000年式」および「マッキューン＝ライシャワー式」を参照のこと。
- 中国語のラテン文字表記 ：漢語拼音、ウェード式、ラテン化新文字などがある。
- ロシア語などのキリル文字を使用する言語のラテン文字転写
- ヘブライ語のラテン翻字

ラテン文字に切り替えた例:
- アゼルバイジャン語の現行表記 ：元はキリル文字。
- ウズベク語の現行表記 ：元はキリル文字。
- ベトナム語の現行表記クオック・グー ：元は漢字とチュノム。
- トルクメン語の現行表記 ：元はキリル文字。
- トルコ語の現行表記 ：元はアラビア文字。